# Gabriel Gaspard Achille Adolphe Bernon de Montélégier
Pour les articles homonymes, voir Bernon et Montéléger.
Gabriel Gaspard Achille Adolphe Bernon de Montélégier, né le 6 janvier 1780 à Romans et mort le 2 novembre 1825 à Bastia, est un général français de la Révolution et de l’Empire.

## Biographie
Fils d'un maréchal de camp émigré et arrière petit-fils de Pierre-François Choullat, Bernon entre au service dès l'âge de dix-sept ans comme simple soldat dans un régiment de hussards. Il fait la campagne d'Égypte en qualité de secrétaire de son compatriote le général Bon, ce qui ne l'empêche pas de faire des prodiges de valeur à Redisi et aux Pyramides. Son intrépidité sur les champs de bataille ne tarde pas à le faire remarquer. Il est nommé lieutenant en 1798 et capitaine en 1800. En 1810, il est colonel de dragons, aide de camp du maréchal duc de Dantzig et baron de l'Empire. Dans le même temps, il s'illustre en Estrémadure sous les ordres du maréchal Soult.
Promu général de brigade le 30 mai 1813, il commande pendant la campagne de Saxe la 1re brigade de dragons venus d'Espagne. Sa belle conduite lui vaut la croix de l'ordre du mérite militaire de Bavière. Le 8 janvier 1814, Napoléon le fait commandant de la Légion d'honneur et l'emploie dans les premières opérations de la campagne de France. Toutefois, blessé peu après à la bataille de Brienne, il est obligé de se retirer à Paris. Au mois d'avril, il a « l'honneur », d'après le Moniteur, d'être le premier officier général qui, après avoir arboré la cocarde blanche, se porte à Livry au devant de Monsieur, futur Charles X.
En récompense de cet empressement, Louis XVIII le nomme lieutenant-général et chevalier de Saint-Louis le 8 juillet 1814. Le duc de Berry le choisit également comme aide de camp. Le 20 mars 1815, il suit le roi à Gand. Employé ensuite dans la Garde royale, il obtient le commandement militaire de la Corse en 1823. Il meurt à Bastia le 2 novembre 1825, au milieu des préparatifs d'un bal et d'une fête destinés à célébrer la Saint-Charles. Malgré son court passage aux affaires de cette île, il laisse le souvenir d'un administrateur éclairé, aussi est-il sincèrement et unanimement regretté. Afin de lui rendre un solennel hommage, les autorités de Bastia décident que ses restes soient déposés dans la principale église de cette ville, en face de ceux du gouverneur Louis-Charles-René de Marbeuf, le plus aimé et le plus honoré de leurs gouverneurs.

## Armoiries
| Figure | Blasonnement |
|        | Armes du baron de Montelégier et de l'Empire (décret du 15 août 1809, lettres patentes du 31 décembre 1809 (Paris)) Parti le premier d'azur au chevron d'or accompagné de trois roses d'argent au comble de gueules, chargé de trois étoiles d'or en fasce. Le second coupé, au premier des barons tirés de l'armée, au second d'azur au lion grimpant d'or, armé et lampassé de gueules. Livrées : les couleurs de l'écu. |